# Pat Hoban
Patricia Carol Hoban, detta Pat (Adelaide, 16 ottobre 1932), è un'ex cestista australiana.

## Carriera
Con l'Australia ha disputato i Campionati del mondo del 1957, segnando 33 punti in 6 partite.